# Melchor Ocampo (Zacatecas)
Melchor Ocampo é um município do estado de Zacatecas, no México.